# Otto Friedrich Lang
Otto Friedrich Lang (23 de mayo de 1817 - 26 de diciembre de 1847) fue un taxónomo, y botánico alemán.

## Biografía
Fue el séptimo y más joven hijo del médico Dr. Syudicus Lang, de su matrimonio con Charlotte Walther. Soportó una larga y agravante tuberculosis, falleciendo apenas con 30 años.

## Algunas publicaciones
- 1847. Caricineae Germanicae et Scandinavicae: sive, Descriptio omnium Caricinearum hucusque in Helvetia, Germania, Dania, Suecia, Norvegia, Lapponia, Fennia et Islandia lectarum. Ed. Typis expressum Gebanerio-Schwetschkianis, 1ª ed. 143; 2ª ed. 1951, 144 pp.

- 1845. Beiträge zur Kenntniss einiger Carex-Arten, 12 pp.

- La abreviatura «O.Lang» se emplea para indicar a Otto Friedrich Lang como autoridad en la descripción y clasificación científica de los vegetales.[4]